# 450737 Sarbievius
450737 Sarbievius è un asteroide della fascia principale. Scoperto nel 2007, presenta un'orbita caratterizzata da un semiasse maggiore pari a 3,175665 UA e da un'eccentricità di 0,210510, inclinata di 23,917157° rispetto all'eclittica.
È dedicato a Maciej Kazimierz Sarbiewski, noto come Sarbievius, poeta polacco che scrisse in lingua latina.